# هاري غاردنر
هاري غاردنر (بالإنجليزية: Harry Gardner)‏ هو لاعب كرة قاعدة أمريكي، ولد في 1 يونيو 1887 في كوينسي في الولايات المتحدة، وتوفي في 2 أغسطس 1961 في بارلو في الولايات المتحدة.

## وصلات خارجية
- هاري غاردنر على موقعبيزبول رفرنس.كوم (الدوري الرئيسي) (الإنجليزية)
- هاري غاردنر على موقعبيزبول رفرنس.كوم (الدوري الثانوي) (الإنجليزية)